# Gloeocystidiellum heimii
Gloeocystidiellum heimii är en svampart som beskrevs av Boidin 1966. Gloeocystidiellum heimii ingår i släktet Gloeocystidiellum och familjen Stereaceae.  Utöver nominatformen finns också underarten citri.